# Snooker Shoot-Out 2018
Das Coral Snooker Shoot-Out 2018 war ein Snooker-Weltranglistenturnier der Main Tour der Saison 2017/18, das vom 8. bis 11. Februar 2018 im Watford Colosseum ausgetragen wurde. Zum zweiten Mal in Folge fand das Turnier in der im Südosten an Greater London grenzenden Kleinstadt Watford statt.
Im Vorjahr hatte der Schotte Anthony McGill gewonnen. Er schied in Runde 1 gegen den späteren Halbfinalisten Mark Davis aus. Sein Bezwinger Graeme Dott erreichte nach dem German Masters 2018 zum zweiten Mal in Folge das Finale, das er aber wie zuvor verlor. Sieger wurde der für Zypern startende Engländer Michael Georgiou, der im Spiel auf die Farben mit der pinkfarbenen Kugel mit 67:56 gewann.

## Preisgeld
Das Preisgeld blieb zum Vorjahr unverändert.
|                 | Preisgeld |
| --------------- | --------- |
| Sieger          | 32.000 £  |
| Finalist        | 16.000 £  |
| Halbfinalist    | 8.000 £   |
| Viertelfinalist | 4.000 £   |
| Achtelfinalist  | 2.000 £   |
| Letzte 32       | 1.000 £   |
| Letzte 64       | 500 £     |
| Letzte 128      | 250 £ a   |
| Höchstes Break  | 2.000 £   |
| Insgesamt       | 146.000 £ |

Der „Rolling 147 Prize“ für ein Maximum Break stand bei 10.000 £.

## Besonderheiten
Beim Snooker Shoot-Out wird abweichend zu anderen Turnieren nach besonderen Regeln gespielt. So wird z. B. nur ein Frame gespielt und es gibt pro Stoß ein Zeitlimit (in den ersten fünf Minuten der Partie 15 Sekunden, in den zweiten fünf Minuten 10 Sekunden) sowie für das gesamte Spiel eines von maximal 10 Minuten. Auch die Kleiderordnung weicht von der der anderen Turniere ab und ist legerer.

## Spielplan
Die Partien der ersten Runde wurden am 4. Januar bekanntgegeben. Anders als bei den meisten Snookerturnieren wird beim Snooker Shoot-Out jede Runde neu ausgelost.
Noch vor Beginn des Turniers wurden Hossein Vafaei (35), Sam Craigie (68), Aditya Mehta (69) und Matthew Bolton (115) durch Wayne Brown, Kuldesh Johal, Lewis Roberts und Oliver Brown ersetzt.

### 1. Runde
Die Spiele der 1. Runde fanden am Donnerstag und am Freitagmittag in 3 Sessions statt.
| Spiel | Spieler 1                  | Ergebnis  | Spieler 2            |
| ----- | -------------------------- | --------- | -------------------- |
| 1     | (30) Mark Joyce            | 3622:3622 | Alex Davies (A)      |
| 2     | (8) Kyren Wilson           | 4837:4837 | Ricky Walden (14)    |
| 3     | (23) Alan McManus          | 5232:5232 | Ross Vallance (A)    |
| 4     | (101) Duane Jones          | 2058:2058 | Ben Woollaston (24)  |
| 5     | (77) Craig Steadman        | 797:797   | Ali Carter (7)       |
| 6     | (53) Scott Donaldson       | 933:933   | Yuan Sijun (93)      |
| 7     | (62) Lü Haotian            | 453:453   | Xu Si (74)           |
| 8     | (A) David Lilley           | 2290:2290 | Chen Zhe (92)        |
| 9     | (88) Chen Zifan            | 5117:5117 | Peter Lines (81)     |
| 10    | (56) Liam Highfield        | 4753:4753 | Fang Xiongman (75)   |
| 11    | (11) Martin Gould          | 1759:1759 | Ken Doherty (66)     |
| 12    | (96) Billy Castle          | 2468:2468 | Chris Wakelin (48)   |
| 13    | (39) Fergal O’Brien        | 3151:3151 | William Lemons (A)   |
| 14    | (43) Matthew Stevens       | 4162:4162 | Zhao Xintong (64)    |
| 15    | (60) Elliot Slessor        | 487:487   | Sanderson Lam (102)  |
| 16    | (A) Kuldesh Johal          | 1422:1422 | Wang Yuchen (76)     |
| 17    | (91) Ashley Hugill         | 1639:1639 | Ben Jones (A)        |
| 18    | (67) Hammad Miah           | 5312:5312 | Joe Perry (13)       |
| 19    | (90) Eden Sharav           | 5452:5452 | Mei Xiwen (58)       |
| 20    | (94) Robin Hull            | kl.       | Sunny Akani (63)     |
| 21    | (84) Allan Taylor          | 090:090   | Ian Burns (87)       |
| 22    | (25) Robert Milkins        | 3159:3159 | Alfie Burden (49)    |
| 23    | (100) Christopher Keogan   | 482:482   | Michael Williams (A) |
| 24    | (36) Matthew Selt          | 1146:1146 | Dominic Dale (31)    |
| 25    | (55) John Astley           | 4347:4347 | Ross Muir (99)       |
| 26    | (107) Kurt Dunham          | 1465:1465 | Chris Totten (106)   |
| 27    | (46) Noppon Saengkham      | 079:079   | Paul Davison (105)   |
| 28    | (116) Basem Eltahhan       | 1744:1744 | Li Yuan (78)         |
| 29    | (71) Alexander Ursenbacher | 2732:2732 | Jack Lisowski (29)   |
| 30    | (A) James Cahill           | 277:277   | Rory McLeod (40)     |
| 31    | (A) James Silverwood       | 710:710   | Stuart Bingham (6)   |
| 32    | (54) David Grace           | 6331:6331 | Xiao Guodong (21)    |

| Spiel | Spieler 1                  | Ergebnis  | Spieler 2            |
| ----- | -------------------------- | --------- | -------------------- |
| 1     | (30) Mark Joyce            | 3622:3622 | Alex Davies (A)      |
| 2     | (8) Kyren Wilson           | 4837:4837 | Ricky Walden (14)    |
| 3     | (23) Alan McManus          | 5232:5232 | Ross Vallance (A)    |
| 4     | (101) Duane Jones          | 2058:2058 | Ben Woollaston (24)  |
| 5     | (77) Craig Steadman        | 797:797   | Ali Carter (7)       |
| 6     | (53) Scott Donaldson       | 933:933   | Yuan Sijun (93)      |
| 7     | (62) Lü Haotian            | 453:453   | Xu Si (74)           |
| 8     | (A) David Lilley           | 2290:2290 | Chen Zhe (92)        |
| 9     | (88) Chen Zifan            | 5117:5117 | Peter Lines (81)     |
| 10    | (56) Liam Highfield        | 4753:4753 | Fang Xiongman (75)   |
| 11    | (11) Martin Gould          | 1759:1759 | Ken Doherty (66)     |
| 12    | (96) Billy Castle          | 2468:2468 | Chris Wakelin (48)   |
| 13    | (39) Fergal O’Brien        | 3151:3151 | William Lemons (A)   |
| 14    | (43) Matthew Stevens       | 4162:4162 | Zhao Xintong (64)    |
| 15    | (60) Elliot Slessor        | 487:487   | Sanderson Lam (102)  |
| 16    | (A) Kuldesh Johal          | 1422:1422 | Wang Yuchen (76)     |
| 17    | (91) Ashley Hugill         | 1639:1639 | Ben Jones (A)        |
| 18    | (67) Hammad Miah           | 5312:5312 | Joe Perry (13)       |
| 19    | (90) Eden Sharav           | 5452:5452 | Mei Xiwen (58)       |
| 20    | (94) Robin Hull            | kl.       | Sunny Akani (63)     |
| 21    | (84) Allan Taylor          | 090:090   | Ian Burns (87)       |
| 22    | (25) Robert Milkins        | 3159:3159 | Alfie Burden (49)    |
| 23    | (100) Christopher Keogan   | 482:482   | Michael Williams (A) |
| 24    | (36) Matthew Selt          | 1146:1146 | Dominic Dale (31)    |
| 25    | (55) John Astley           | 4347:4347 | Ross Muir (99)       |
| 26    | (107) Kurt Dunham          | 1465:1465 | Chris Totten (106)   |
| 27    | (46) Noppon Saengkham      | 079:079   | Paul Davison (105)   |
| 28    | (116) Basem Eltahhan       | 1744:1744 | Li Yuan (78)         |
| 29    | (71) Alexander Ursenbacher | 2732:2732 | Jack Lisowski (29)   |
| 30    | (A) James Cahill           | 277:277   | Rory McLeod (40)     |
| 31    | (A) James Silverwood       | 710:710   | Stuart Bingham (6)   |
| 32    | (54) David Grace           | 6331:6331 | Xiao Guodong (21)    |

| Spiel | Spieler 1             | Ergebnis  | Spieler 2                 |
| ----- | --------------------- | --------- | ------------------------- |
| 33    | (28) Jimmy Robertson  | 3715:3715 | Luca Brecel (5)           |
| 34    | (A) Jamie Cope        | 4119:4119 | Hamza Akbar (112)         |
| 35    | (50) Tian Pengfei     | 1635:1635 | Wayne Brown (A)           |
| 36    | (26) Tom Ford         | 3165:3165 | Mark Allen (3)            |
| 37    | (47) Sam Baird        | 3624:3624 | Joe Swail (104)           |
| 38    | (61) Michael Georgiou | 4173:4173 | Thor Chuan Leong (85)     |
| 39    | (86) Alex Borg        | 4454:4454 | Daniel Wells (52)         |
| 40    | (15) David Gilbert    | 3134:3134 | Adam Duffy (82)           |
| 41    | (32) Kurt Maflin      | 2717:2717 | Jak Jones (73)            |
| 42    | (89) Jimmy White      | 2770:2770 | Anthony Hamilton (20)     |
| 43    | (A) Oliver Brown      | 581:581   | Ian Preece (70)           |
| 44    | (A) Lewis Roberts     | 5737:5737 | Jamie Jones (38)          |
| 45    | (103) Soheil Vahedi   | 4022:4022 | Peter Ebdon (37)          |
| 46    | (80) Gerard Greene    | 154:154   | Zhou Yuelong (22)         |
| 47    | (34) Mike Dunn        | 1422:1422 | David John (113)          |
| 48    | (59) Lee Walker       | 6735:6735 | Stuart Carrington (41)    |
| 49    | (95) Niu Zhuang       | 4920:4920 | Sean O’Sullivan (109)     |
| 50    | (83) Zhang Yong       | 2640:2640 | Jamie Curtis-Barrett (98) |
| 51    | (2) Barry Hawkins     | 067:067   | Shaun Murphy (1)          |
| 52    | (111) Nigel Bond      | 1053:1053 | Leo Fernandez (108)       |
| 53    | (72) James Wattana    | 1855:1855 | Zhang Anda (57)           |
| 54    | (27) Li Hang          | 440:440   | Mark Williams (4)         |
| 55    | (A) Ashley Carty      | 4334:4334 | Mark King (12)            |
| 56    | (17) Yan Bingtao      | 3318:3318 | Graeme Dott (19)          |
| 57    | (65) Mitchell Mann    | 620:620   | Martin O’Donnell (79)     |
| 58    | (97) Josh Boileau     | 1449:1449 | Daniel Ward (A)           |
| 59    | (114) Lukas Kleckers  | 2927:2927 | Gary Wilson (44)          |
| 60    | (18) Michael White    | 834:834   | Andrew Higginson (42)     |
| 61    | (33) Mark Davis       | 0103:0103 | Anthony McGill (9)        |
| 62    | (A) Charlie Walters   | 229:229   | Rod Lawler (110)          |
| 63    | (51) Oliver Lines     | 4333:4333 | Cao Yupeng (45)           |
| 64    | (16) Michael Holt     | 2159:2159 | Ryan Day (10)             |

| Spiel | Spieler 1             | Ergebnis  | Spieler 2                 |
| ----- | --------------------- | --------- | ------------------------- |
| 33    | (28) Jimmy Robertson  | 3715:3715 | Luca Brecel (5)           |
| 34    | (A) Jamie Cope        | 4119:4119 | Hamza Akbar (112)         |
| 35    | (50) Tian Pengfei     | 1635:1635 | Wayne Brown (A)           |
| 36    | (26) Tom Ford         | 3165:3165 | Mark Allen (3)            |
| 37    | (47) Sam Baird        | 3624:3624 | Joe Swail (104)           |
| 38    | (61) Michael Georgiou | 4173:4173 | Thor Chuan Leong (85)     |
| 39    | (86) Alex Borg        | 4454:4454 | Daniel Wells (52)         |
| 40    | (15) David Gilbert    | 3134:3134 | Adam Duffy (82)           |
| 41    | (32) Kurt Maflin      | 2717:2717 | Jak Jones (73)            |
| 42    | (89) Jimmy White      | 2770:2770 | Anthony Hamilton (20)     |
| 43    | (A) Oliver Brown      | 581:581   | Ian Preece (70)           |
| 44    | (A) Lewis Roberts     | 5737:5737 | Jamie Jones (38)          |
| 45    | (103) Soheil Vahedi   | 4022:4022 | Peter Ebdon (37)          |
| 46    | (80) Gerard Greene    | 154:154   | Zhou Yuelong (22)         |
| 47    | (34) Mike Dunn        | 1422:1422 | David John (113)          |
| 48    | (59) Lee Walker       | 6735:6735 | Stuart Carrington (41)    |
| 49    | (95) Niu Zhuang       | 4920:4920 | Sean O’Sullivan (109)     |
| 50    | (83) Zhang Yong       | 2640:2640 | Jamie Curtis-Barrett (98) |
| 51    | (2) Barry Hawkins     | 067:067   | Shaun Murphy (1)          |
| 52    | (111) Nigel Bond      | 1053:1053 | Leo Fernandez (108)       |
| 53    | (72) James Wattana    | 1855:1855 | Zhang Anda (57)           |
| 54    | (27) Li Hang          | 440:440   | Mark Williams (4)         |
| 55    | (A) Ashley Carty      | 4334:4334 | Mark King (12)            |
| 56    | (17) Yan Bingtao      | 3318:3318 | Graeme Dott (19)          |
| 57    | (65) Mitchell Mann    | 620:620   | Martin O’Donnell (79)     |
| 58    | (97) Josh Boileau     | 1449:1449 | Daniel Ward (A)           |
| 59    | (114) Lukas Kleckers  | 2927:2927 | Gary Wilson (44)          |
| 60    | (18) Michael White    | 834:834   | Andrew Higginson (42)     |
| 61    | (33) Mark Davis       | 0103:0103 | Anthony McGill (9)        |
| 62    | (A) Charlie Walters   | 229:229   | Rod Lawler (110)          |
| 63    | (51) Oliver Lines     | 4333:4333 | Cao Yupeng (45)           |
| 64    | (16) Michael Holt     | 2159:2159 | Ryan Day (10)             |

kl. = kampflos

### 2. Runde
Die 2. Runde fand in zwei Teilen am Freitag- und am Samstagabend statt.
| Spiel | Spieler 1                  | Ergebnis  | Spieler 2             |
| ----- | -------------------------- | --------- | --------------------- |
| 1     | (38) Jamie Jones           | 044:044   | Michael White (18)    |
| 2     | (16) Michael Holt          | 322:322   | Ashley Hugill (91)    |
| 3     | (43) Matthew Stevens       | 2627:2627 | David Lilley (A)      |
| 4     | (56) Liam Highfield        | 4443:4443 | Gerard Greene (80)    |
| 5     | (A) James Cahill           | 540:540   | Graeme Dott (19)      |
| 6     | (39) Fergal O’Brien        | 3332:3332 | Ricky Walden (14)     |
| 7     | (46) Noppon Saengkham      | 725:725   | Martin O’Donnell (79) |
| 8     | (6) Stuart Bingham         | 4168:4168 | Scott Donaldson (53)  |
| 9     | (83) Zhang Yong            | 1042:1042 | Ross Vallance (A)     |
| 10    | (7) Ali Carter             | 1563:1563 | Joe Swail (104)       |
| 11    | (89) Jimmy White           | 4935:4935 | Billy Castle (96)     |
| 12    | (71) Alexander Ursenbacher | 3318:3318 | Rod Lawler (110)      |
| 13    | (A) Kuldesh Johal          | 5325:5325 | Mike Dunn (34)        |
| 14    | (101) Duane Jones          | 6136:6136 | Allan Taylor (84)     |
| 15    | (44) Gary Wilson           | 2810:2810 | Joe Perry (13)        |
| 16    | (109) Sean O’Sullivan      | 1637:1637 | Peter Ebdon (37)      |

| Spiel | Spieler 1                  | Ergebnis  | Spieler 2             |
| ----- | -------------------------- | --------- | --------------------- |
| 1     | (38) Jamie Jones           | 044:044   | Michael White (18)    |
| 2     | (16) Michael Holt          | 322:322   | Ashley Hugill (91)    |
| 3     | (43) Matthew Stevens       | 2627:2627 | David Lilley (A)      |
| 4     | (56) Liam Highfield        | 4443:4443 | Gerard Greene (80)    |
| 5     | (A) James Cahill           | 540:540   | Graeme Dott (19)      |
| 6     | (39) Fergal O’Brien        | 3332:3332 | Ricky Walden (14)     |
| 7     | (46) Noppon Saengkham      | 725:725   | Martin O’Donnell (79) |
| 8     | (6) Stuart Bingham         | 4168:4168 | Scott Donaldson (53)  |
| 9     | (83) Zhang Yong            | 1042:1042 | Ross Vallance (A)     |
| 10    | (7) Ali Carter             | 1563:1563 | Joe Swail (104)       |
| 11    | (89) Jimmy White           | 4935:4935 | Billy Castle (96)     |
| 12    | (71) Alexander Ursenbacher | 3318:3318 | Rod Lawler (110)      |
| 13    | (A) Kuldesh Johal          | 5325:5325 | Mike Dunn (34)        |
| 14    | (101) Duane Jones          | 6136:6136 | Allan Taylor (84)     |
| 15    | (44) Gary Wilson           | 2810:2810 | Joe Perry (13)        |
| 16    | (109) Sean O’Sullivan      | 1637:1637 | Peter Ebdon (37)      |

| Spiel | Spieler 1              | Ergebnis  | Spieler 2            |
| ----- | ---------------------- | --------- | -------------------- |
| 17    | (72) James Wattana     | 5545:5545 | Mark Williams (4)    |
| 18    | (41) Stuart Carrington | 2181:2181 | Ian Preece (70)      |
| 19    | (21) Xiao Guodong      | 7411:7411 | Tom Ford (26)        |
| 20    | (5) Luca Brecel        | 756:756   | Mei Xiwen (58)       |
| 21    | (45) Cao Yupeng        | 2427:2427 | Josh Boileau (97)    |
| 22    | (63) Sunny Akani       | 095:095   | David Gilbert (15)   |
| 23    | (11) Martin Gould      | 4147:4147 | John Astley (55)     |
| 24    | (111) Nigel Bond       | 2831:2831 | Peter Lines (81)     |
| 25    | (62) Lü Haotian        | 4821:4821 | Kurt Dunham (107)    |
| 26    | (25) Robert Milkins    | 3121:3121 | Hamza Akbar (112)    |
| 27    | (60) Elliot Slessor    | 051:051   | Michael Williams (A) |
| 28    | (36) Matthew Selt      | 3725:3725 | Alex Borg (86)       |
| 29    | (2) Barry Hawkins      | 4075:4075 | Alex Davies (A)      |
| 30    | (12) Mark King         | 47:47     | Tian Pengfei* (50)   |
| 31    | (61) Michael Georgiou  | 184:184   | Jak Jones (73)       |
| 32    | (116) Basem Eltahhan   | 6910:6910 | Mark Davis (33)      |

| Spiel | Spieler 1              | Ergebnis  | Spieler 2            |
| ----- | ---------------------- | --------- | -------------------- |
| 17    | (72) James Wattana     | 5545:5545 | Mark Williams (4)    |
| 18    | (41) Stuart Carrington | 2181:2181 | Ian Preece (70)      |
| 19    | (21) Xiao Guodong      | 7411:7411 | Tom Ford (26)        |
| 20    | (5) Luca Brecel        | 756:756   | Mei Xiwen (58)       |
| 21    | (45) Cao Yupeng        | 2427:2427 | Josh Boileau (97)    |
| 22    | (63) Sunny Akani       | 095:095   | David Gilbert (15)   |
| 23    | (11) Martin Gould      | 4147:4147 | John Astley (55)     |
| 24    | (111) Nigel Bond       | 2831:2831 | Peter Lines (81)     |
| 25    | (62) Lü Haotian        | 4821:4821 | Kurt Dunham (107)    |
| 26    | (25) Robert Milkins    | 3121:3121 | Hamza Akbar (112)    |
| 27    | (60) Elliot Slessor    | 051:051   | Michael Williams (A) |
| 28    | (36) Matthew Selt      | 3725:3725 | Alex Borg (86)       |
| 29    | (2) Barry Hawkins      | 4075:4075 | Alex Davies (A)      |
| 30    | (12) Mark King         | 47:47     | Tian Pengfei* (50)   |
| 31    | (61) Michael Georgiou  | 184:184   | Jak Jones (73)       |
| 32    | (116) Basem Eltahhan   | 6910:6910 | Mark Davis (33)      |

* Nachdem Mark King sechs Minuten nach Framebeginn bereits mit 47:0 in Führung gelegen hatte, gelang es Tian Pengfei noch in zweieinhalb Minuten mit der letzten Roten und Schwarz auf 47:47 auszugleichen. Danach schaffte es aber keiner der beiden Spieler in den verbleibenden anderthalb Minuten, den gelben Ball zu lochen. Somit musste im Sudden-Death-Modus entschieden werden. Wobei Mark King begann und, nachdem beide den ersten Ball verschossen hatten, jeweils zweimal Blau versenkten, bis Mark King in seinem 4. Versuch verfehlte, Tian Pengfei danach einlochte und damit gewann.

### 3. Runde
Sonntag 12 Uhr
| Spiel | Spieler 1              | Ergebnis  | Spieler 2             |
| ----- | ---------------------- | --------- | --------------------- |
| 1     | (5) Luca Brecel        | 800:800   | Michael Georgiou (61) |
| 2     | (91) Ashley Hugill     | 6411:6411 | Graeme Dott (19)      |
| 3     | (83) Zhang Yong        | 171:171   | Mike Dunn (34)        |
| 4     | (41) Stuart Carrington | 2657:2657 | Billy Castle (96)     |
| 5     | (4) Mark Williams      | 954:954   | Allan Taylor (84)     |
| 6     | (79) Martin O’Donnell  | 1724:1724 | Ricky Walden (14)     |
| 7     | (112) Hamza Akbar      | 4516:4516 | Cao Yupeng (45)       |
| 8     | (38) Jamie Jones       | 079:079   | Rod Lawler (110)      |

| Spiel | Spieler 1              | Ergebnis  | Spieler 2             |
| ----- | ---------------------- | --------- | --------------------- |
| 1     | (5) Luca Brecel        | 800:800   | Michael Georgiou (61) |
| 2     | (91) Ashley Hugill     | 6411:6411 | Graeme Dott (19)      |
| 3     | (83) Zhang Yong        | 171:171   | Mike Dunn (34)        |
| 4     | (41) Stuart Carrington | 2657:2657 | Billy Castle (96)     |
| 5     | (4) Mark Williams      | 954:954   | Allan Taylor (84)     |
| 6     | (79) Martin O’Donnell  | 1724:1724 | Ricky Walden (14)     |
| 7     | (112) Hamza Akbar      | 4516:4516 | Cao Yupeng (45)       |
| 8     | (38) Jamie Jones       | 079:079   | Rod Lawler (110)      |

| Spiel | Spieler 1             | Ergebnis  | Spieler 2            |
| ----- | --------------------- | --------- | -------------------- |
| 9     | (107) Kurt Dunham     | 841:841   | Barry Hawkins (2)    |
| 10    | (50) Tian Pengfei     | 2616:2616 | Joe Perry (13)       |
| 11    | (7) Allister Carter   | 711:711   | Mark Davis (33)      |
| 12    | (6) Stuart Bingham    | 060:060   | Elliot Slessor (60)  |
| 13    | (111) Nigel Bond      | 971:971   | Matthew Stevens (43) |
| 14    | (26) Tom Ford         | 2951:2951 | Martin Gould (11)    |
| 15    | (86) Alex Borg        | 3113:3113 | Sunny Akani (63)     |
| 16    | (109) Sean O’Sullivan | 5141:5141 | Gerard Greene (80)   |

| Spiel | Spieler 1             | Ergebnis  | Spieler 2            |
| ----- | --------------------- | --------- | -------------------- |
| 9     | (107) Kurt Dunham     | 841:841   | Barry Hawkins (2)    |
| 10    | (50) Tian Pengfei     | 2616:2616 | Joe Perry (13)       |
| 11    | (7) Allister Carter   | 711:711   | Mark Davis (33)      |
| 12    | (6) Stuart Bingham    | 060:060   | Elliot Slessor (60)  |
| 13    | (111) Nigel Bond      | 971:971   | Matthew Stevens (43) |
| 14    | (26) Tom Ford         | 2951:2951 | Martin Gould (11)    |
| 15    | (86) Alex Borg        | 3113:3113 | Sunny Akani (63)     |
| 16    | (109) Sean O’Sullivan | 5141:5141 | Gerard Greene (80)   |

### Achtelfinale
Sonntag 18 Uhr
| Spiel | Spieler 1             | Ergebnis  | Spieler 2              |
| ----- | --------------------- | --------- | ---------------------- |
| 1     | (63) Sunny Akani      | 3147:3147 | Tom Ford (26)          |
| 2     | (79) Martin O’Donnell | 2133:2133 | Jamie Jones (38)       |
| 3     | (83) Zhang Yong       | 2448:2448 | Stuart Carrington (41) |
| 4     | (111) Nigel Bond      | 7140:7140 | Michael Georgiou (61)  |

| Spiel | Spieler 1             | Ergebnis  | Spieler 2              |
| ----- | --------------------- | --------- | ---------------------- |
| 1     | (63) Sunny Akani      | 3147:3147 | Tom Ford (26)          |
| 2     | (79) Martin O’Donnell | 2133:2133 | Jamie Jones (38)       |
| 3     | (83) Zhang Yong       | 2448:2448 | Stuart Carrington (41) |
| 4     | (111) Nigel Bond      | 7140:7140 | Michael Georgiou (61)  |

| Spiel | Spieler 1          | Ergebnis  | Spieler 2         |
| ----- | ------------------ | --------- | ----------------- |
| 5     | (80) Gerard Greene | 6934:6934 | Cao Yupeng (45)   |
| 6     | (19) Graeme Dott   | 2464:2464 | Barry Hawkins (2) |
| 7     | (13) Joe Perry*    | 56:56     | Mark Williams (4) |
| 8     | (6) Stuart Bingham | 456:456   | Mark Davis (33)   |

| Spiel | Spieler 1          | Ergebnis  | Spieler 2         |
| ----- | ------------------ | --------- | ----------------- |
| 5     | (80) Gerard Greene | 6934:6934 | Cao Yupeng (45)   |
| 6     | (19) Graeme Dott   | 2464:2464 | Barry Hawkins (2) |
| 7     | (13) Joe Perry*    | 56:56     | Mark Williams (4) |
| 8     | (6) Stuart Bingham | 456:456   | Mark Davis (33)   |

* Joe Perry vergab in den letzten 10 Sekunden die pinkfarbene Kugel auf die Mitteltasche und das Spiel endete unentschieden. Das zweite Blue Ball Shoot-Out des Turniers gewann er aber dann, nachdem er die wieder aufgelegte blaue Kugel lochte, während Mark Williams nach ihm verschoss.

### Viertelfinale
Sonntag  20 Uhr
| Spiel | Spieler 1             | Ergebnis  | Spieler 2        |
| ----- | --------------------- | --------- | ---------------- |
| 1     | (79) Martin O’Donnell | 948:948   | Sunny Akani (63) |
| 2     | (19) Graeme Dott      | 3561:3561 | Cao Yupeng (45)  |

| Spiel | Spieler 1             | Ergebnis  | Spieler 2        |
| ----- | --------------------- | --------- | ---------------- |
| 1     | (79) Martin O’Donnell | 948:948   | Sunny Akani (63) |
| 2     | (19) Graeme Dott      | 3561:3561 | Cao Yupeng (45)  |

| Spiel | Spieler 1             | Ergebnis  | Spieler 2       |
| ----- | --------------------- | --------- | --------------- |
| 3     | (33) Mark Davis*      | 36:36     | Joe Perry (13)  |
| 4     | (61) Michael Georgiou | 9114:9114 | Zhang Yong (83) |

| Spiel | Spieler 1             | Ergebnis  | Spieler 2       |
| ----- | --------------------- | --------- | --------------- |
| 3     | (33) Mark Davis*      | 36:36     | Joe Perry (13)  |
| 4     | (61) Michael Georgiou | 9114:9114 | Zhang Yong (83) |

* Erneut vergab Joe Perry die Entscheidung in der regulären Spielzeit, als er in der letzten Sekunde eine Farbe in die Ecke verschoss. Bei seinem zweiten Blue Ball Shoot-Out in Folge verschoss er aber als Erster. Mark Davis verwandelte jedoch und zog ins Halbfinale ein.

### Halbfinale
Sonntag 21:15 Uhr
| Spiel | Spieler 1             | Ergebnis | Spieler 2             |
| ----- | --------------------- | -------- | --------------------- |
| 1     | (61) Michael Georgiou | 553:553  | Martin O’Donnell (79) |

| Spiel | Spieler 1             | Ergebnis | Spieler 2             |
| ----- | --------------------- | -------- | --------------------- |
| 1     | (61) Michael Georgiou | 553:553  | Martin O’Donnell (79) |

| Spiel | Spieler 1       | Ergebnis | Spieler 2        |
| ----- | --------------- | -------- | ---------------- |
| 2     | (33) Mark Davis | 598:598  | Graeme Dott (19) |

| Spiel | Spieler 1       | Ergebnis | Spieler 2        |
| ----- | --------------- | -------- | ---------------- |
| 2     | (33) Mark Davis | 598:598  | Graeme Dott (19) |

### Finale
Sonntag 21:45 Uhr
| Spiel | Spieler 1             | Ergebnis  | Spieler 2        |
| ----- | --------------------- | --------- | ---------------- |
| 1     | (61) Michael Georgiou | 5667:5667 | Graeme Dott (19) |

## Century-Breaks
Zweimal gelangen Spielern Breaks von mehr als 100 Punkten, Mark Davis in Runde 1 und Michael Georgiou im Viertelfinale.
- Michael Georgiou: 109
- Mark Davis: 102